# 鲍勃·苏拉
小鲍勃·苏拉（英語：Bob Sura Jr.，1973年3月25日—），出生于美国宾夕法尼亚州，前美国职业篮球运动员。
苏拉在高中时期就是一名球员，毕业之后进入佛罗里达州立大学，和在NBA效力的队员查理·沃德和萨姆·卡塞尔是队友。
苏拉在1995年NBA选秀中首轮第17位被克里夫兰骑士队选中。他最辉煌的一个赛季就是在克里夫兰骑士队创造的，当时的他每场拿下13.8分。之后他被交换到了金州勇士队、底特律活塞队、亚特兰大鹰队和休斯敦火箭队。
在鹰队时候，苏拉曾经因为连续三场比赛拿下三双而受到瞩目（第三场比赛由于故意投篮不进以获得篮板，后来联盟取消了这一次成绩）。火箭队时期的苏拉被认为是火箭队实现飞跃的一个重要因素。
苏拉曾经出现在全明星周末的三分赛场和扣篮大赛上。苏拉的职业生涯平均每场拿下8.6分。04-05赛季，他平均每场拿下10.3分，5.3篮板和5.5助攻。
他由于膝盖的伤势而缺席了整个05-06赛季，目前仍然在康复中。